# Paris Saint-Germain Boxe
Pour les articles homonymes, voir PSG (homonymie).
Cet article concerne la section boxe du Paris Saint-Germain. Pour les autres sections, voir Paris Saint-Germain omnisports (1992-2002).
Paris Saint-Germain Boxing, communément appelé Paris Saint-Germain ( prononcé en français : [paʁi sɛ̃ ʒɛʁmɛ̃] ) et familièrement sous le nom de PSG Boxing, était un club de boxe professionnel français fondé en 1992 et basé à Paris en France. Le club était le département de boxe du Paris Saint-Germain jusqu'en 1997.
Une initiative de l'ancien boxeur professionnel français Jean-Claude Bouttier, les boxeurs du PSG se sont entraînés dans une salle de boxe située à l'intérieur du Parc des Princes. Le PSG Boxe était composé du président du club Bouttier, des managers René Acquaviva et Gilbert Delé, et des boxeurs Philippe Desavoye, Djamel Lifa, Julien Lorcy, Hacine Cherifi, Patrice Aouissi, Ludovic Proto, Philippe Michel, Jean-Claude M'Biye et Khalid Rahilou.
En cinq ans seulement, les boxeurs du PSG ont remporté six championnats de France, trois championnats d'Europe et un championnat du monde. Cependant, le départ de René Acquaviva en 1997 et le manque de soutien de la Fédération française de boxe ont vu le club parent du Paris Saint-Germain dissoudre le PSG Boxing plus tard la même année.

## Histoire

### Premières années et titres français
En septembre 1992, quelques mois après le basket, le volley, le handball et le judo, le club parent du Paris Saint-Germain crée son département boxe sous la direction de Jean-Claude Bouttier, ancien champion d'Europe des poids moyens dans les années 1970. Sous la direction de l'ancien manager de l'équipe de France de boxe René Acquaviva, cinq boxeurs ont rejoint la Boxe du Paris Saint-Germain : Philippe Desavoye, Djamel Lifa, Julien Lorcy, Hacine Cherifi et Patrice Aouissi.
Ces cinq espoirs de boxe avaient participé aux Jeux olympiques d'été de 1992 à Barcelone, en Espagne, avant de découvrir la boxe professionnelle avec le PSG. En septembre 1993, Jean-Claude Bouttier ouvre une salle de boxe à l'intérieur du Parc des Princes et engage l'ancien champion WBA des super-welters Gilbert Delé.
Début 1994, deux boxeurs du PSG deviennent champions de France - Lifa et Aouissi - tandis qu'un autre, Cherifi, passe à côté et quitte rapidement le club. En mai, le président du club Bouttier a confirmé que PSG Boxe accueillerait d'autres boxeurs. Plus tard cette année-là, le club a recruté Ludovic Proto, Philippe Michel, Tshimanga M'Biye et l'actuel champion d'Europe des poids welters légers Khalid Rahilou.

### Succès européen

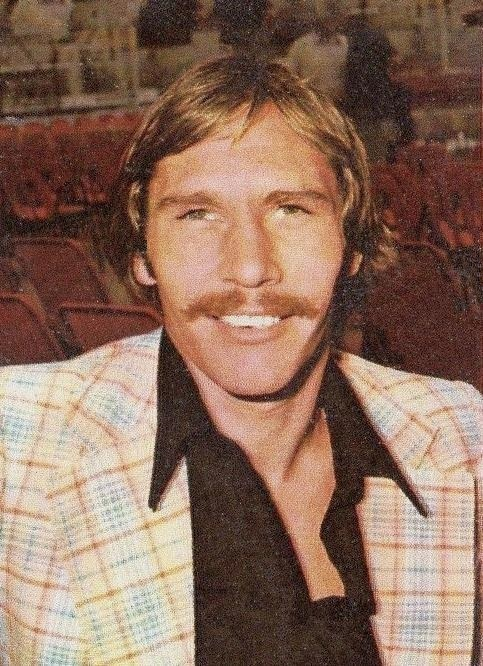
L'ancien président du club Jean-Claude Bouttier, ici en 1972.

En mars 1995, Aouissi devient le premier champion d'Europe du PSG. Il a remporté le titre des poids lourds après avoir éliminé le combattant ukrainien Alexander Gurov au troisième tour. En octobre 1995, Philippe Michel s'est battu pour le titre WBO des mi-lourds contre le pugiliste allemand Dariusz Michalczewski, perdant par décision unanime . Lorcy et Rahilou ont pour leur part réalisé une meilleure année. Le premier a connu une tournée réussie aux États-Unis, tandis que le second a défendu avec succès son titre européen en septembre, s'imposant par KO technique contre le Danois Søren Fjordback Søndergaard.
En février 1996, Djamel Lifa tente sa chance au titre européen des super-poids plume, mais perd aux points face au combattant russe Anatoly Alexandrov. En juillet, un deuxième boxeur du PSG a eu sa chance au titre mondial, mais Patrice Aouissi s'est incliné face à l'Argentin Marcelo Domínguez par KO technique au neuvième round. À la suite du combat, des tensions entre le manager René Acquaviva et Aouissi sont apparues en raison du coaching du premier. Lorcy, en revanche, a été sacré champion d'Europe en fin d'année, éliminant le pugiliste russe Boris Sinitsin au septième round.

### Titre mondial et dissolution
En janvier 1997, Khalid Rahilou est devenu champion WBA des super-légers après avoir battu le combattant américain Frankie Randall à Nashville par KO technique au onzième round. C'était la première fois depuis Alphonse Halimi en 1957 qu'un boxeur français remportait le titre WBA aux États-Unis. Pendant ce temps, Aouissi a poursuivi sa chute en perdant son titre européen des poids lourds contre l'Anglais Johnny Nelson par KO technique au septième tour en février 1997.
Un mois plus tard, Bobo Lorcy avait sa première tentative pour le titre WBO des super-poids plume contre le pugiliste mexicain Arnulfo Castillo à la Halle Georges Carpentier à Paris. Le combat s'est terminé par un match nul, malgré la domination de Lorcy dans les derniers tours. Un match revanche plus tard cette année-là s'est également terminé par un match nul. Entre-temps, Lifa a finalement été couronné champion d'Europe en avril, battant son compatriote Moussa Sangaré par KO technique au sixième tour. Il a ensuite conservé le titre en battant Boris Sinitsin cinq mois plus tard. En juillet, Rahilou a également défendu avec succès son titre WBA, battant le combattant américain Marty Jakubowski par KO technique au septième round.
Entre 1992 et 1997, les boxeurs du PSG ont remporté six championnats de France, trois championnats d'Europe et un championnat du monde. Mais malgré son apogée, le départ de l'emblématique manager René Acquaviva à l'été 1997 signe la fin prématurée du PSG Boxing. Peu de temps après, le club parent du Paris Saint-Germain, déçu par le manque de soutien de la Fédération française de boxe, dissout l'un de ses départements les plus décorés et ferme la salle de boxe du Parc des Princes.

## Palmarès
- Championnats de France
  - Gagnants (6) :

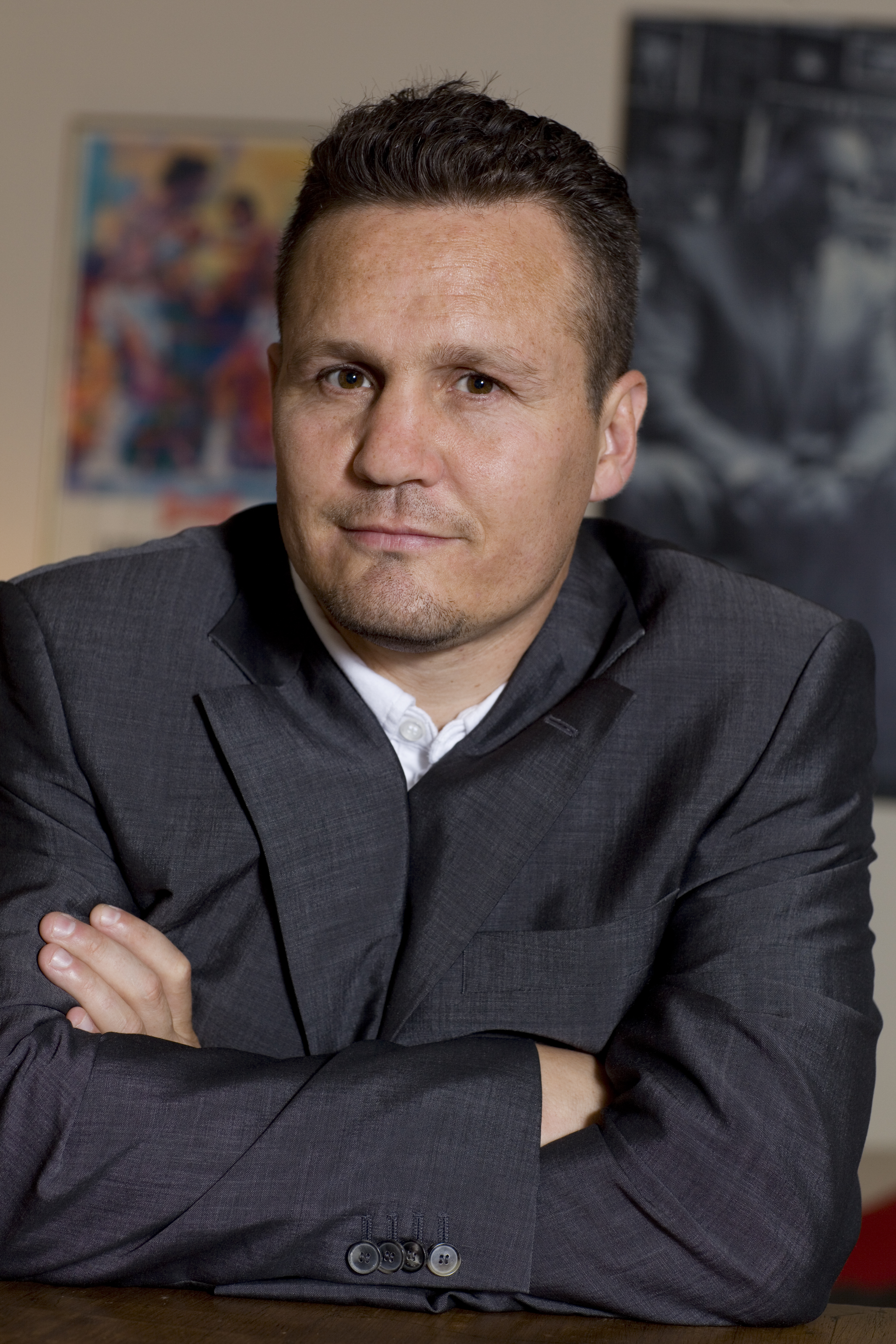
Julien Lorcy a remporté le titre des super poids plume en 1996 avec le PSG aux Championnats d'Europe.

    - Patrice Aouissi (Poids lourds-légers 1994)[3].
    - Djamel Lifa (super poids plume de 1994)[4].
    - Khalid Rahilou (Poids welters légers 1994)[5].
    - Philippe Desavoye (Poids mouche 1995)[6].
    - Philippe Michel (Poids mi-lourd 1995)[7].
    - Philippe Michel (Poids mi-lourd 1997)[7].

- Championnats d'Europe
  - Gagnants (3) :
    - Patrice Aouissi (Poids lourds-légers 1995)[3].
    - Julien Lorcy (Super poids plume 1996)[8].
    - Djamel Lifa (Super poids plume 1997)[4].

- Championnats du monde
  - Gagnants (1) :
    - Khalid Rahilou (Super léger 1997).

## Liste des boxeurs

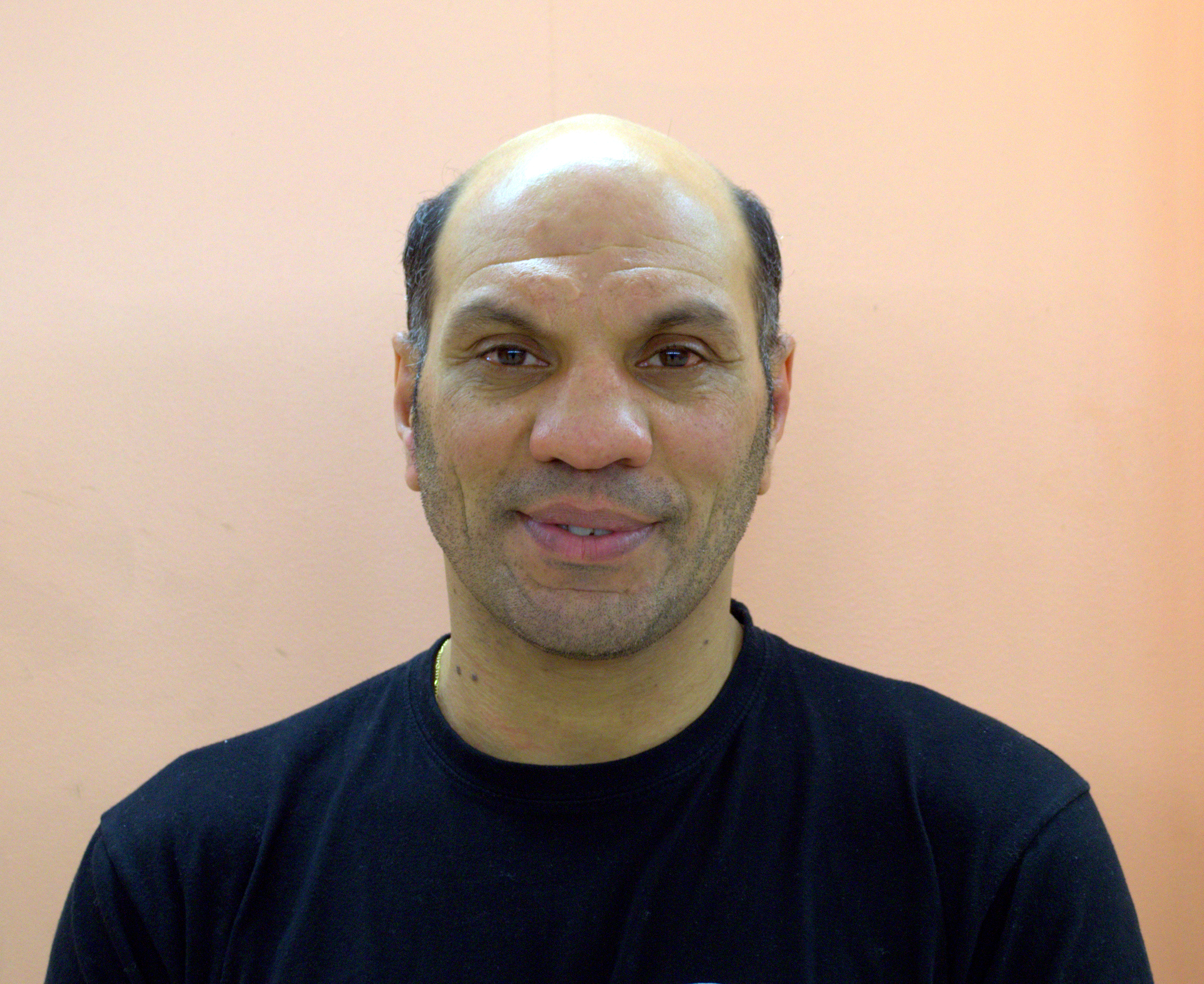
Hacine Cherifi, ancienne star du PSG Boxe.

Dès la saison 1997 .
| Philippe Desavoye | Poids mouche | 1993–1997 |
| Djamel Lifa       | Poids plume  | 1993–1997 |
| Julien Lorcy      | Poids léger  | 1993–1997 |
| Hacine Cherifi    | Poids moyen  | 1993–1994 |
| Patrice Aouissi   | Léger-lourd  | 1993–1997 |
| Ludovic Proto     | Poids welter | 1994–1997 |
| Philippe Michel   | Léger-lourd  | 1994–1997 |
| Tshimanga M'Biye  | Super-moyens | 1994–1997 |
| Khalid Rahilou    | Super léger  | 1994–1997 |

## Personnel et direction
Dès la saison 1997.
| Président         | Jean Claude Boutier | 1992–1997 |
| Gestionnaire      | René Acquaviva      | 1993–1997 |
| Directeur adjoint | Gilbert Delé        | 1993–1997 |